# Notothylas orbicularis
Notothylas orbicularis är en bladmossart som först beskrevs av Ludwig David von Schweinitz, och fick sitt nu gällande namn av William Starling Sullivant och Asa Gray. Notothylas orbicularis ingår i släktet Notothylas och familjen Notothyladaceae. Inga underarter finns listade i Catalogue of Life.